# Босх (телесериал)
«Босх» (англ. Bosch) — американский детективный телесериал, выходивший на сервисе Amazon Prime Video с 2014 по 2021 год. Главную роль детектива полиции Лос-Анджелеса Гарри Босха исполнил Титус Уэлливер. Шоу было разработано Эриком Овермайером для Amazon, а первый сезон основан на книгах Майкла Коннелли «Город костей», «Эхо-парк» и «Бетонная блондинка». По завершении сериала был создан спин-офф «Босх: Наследие».

## Сюжет
Сюжет сериала вращается вокруг детектива убойного отдела полиции Лос-Анджелеса Гарри Босха, сосредоточенного на расследовании, которое считает делом всей своей жизни, что не мешает ему быть одним из самых эффективных сыщиков города. У него есть дочь, бывшая жена, дом с отличным видом и тяжёлый характер.

## Актёрский состав
= Главная роль в сезоне
     = Второстепенная роль в сезоне
     = Гостевая роль в сезоне
     = Не появляется
| Титус Уэлливер | Детектив Иероним «Гарри» Босх       | 10 | 10 | 10 | 10 | 40 |
| Джейми Гектор  | Детектив Джерри Эдгар               | 10 | 10 | 10 |    | 30 |
| Эми Акино      | Лейтенант Грейс Биллетс             | 9  | 10 | 10 |    | 29 |
| Лэнс Реддик    | Заместитель начальника Ирвин Ирвинг | 10 | 10 | 10 |    | 30 |
| Энни Вершинг   | Офицер Джулия Брашер                | 10 | 1  |    |    | 11 |
| Сара Кларк     | Элеанор Уиш                         | 6  | 8  | 1  |    | 15 |
| Джейсон Гедрик | Рэйнард Уэйтс                       | 8  |    |    |    | 8  |
| Мэдисон Линтц  | Мэделин «Мэдди» Босх                | 5  | 9  | 10 |    | 24 |
| Джери Райан    | Вероника Аллен                      |    | 8  | 2  |    | 10 |
| Брент Секстон  | Карл Нэш                            |    | 9  |    |    | 9  |
| Всего эпизодов | Всего эпизодов                      | 10 | 10 | 10 | 10 | 40 |

## Обзор сезонов
| Сезон | Сезон | Эпизоды | Оригинальная дата показа | Оригинальная дата показа |
| Сезон | Сезон | Эпизоды | Премьера сезона          | Финал сезона             |
| ----- | ----- | ------- | ------------------------ | ------------------------ |
|       | 1     | 10      | 6 февраля 2014           | 13 февраля 2015          |
|       | 2     | 10      | 11 марта 2016            | 11 марта 2016            |
|       | 3     | 10      | 21 апреля 2017           | 21 апреля 2017           |
|       | 4     | 10      | 13 апреля 2018           | 13 апреля 2018           |
|       | 5     | 10      | 19 апреля 2019           | 19 апреля 2019           |
|       | 6     | 10      | 17 апреля 2020           | 17 апреля 2020           |
|       | 7     | 8       | 25 июня 2021             | 25 июня 2021             |

## Производство
Amazon показал онлайн пилотный эпизод телесериала в начале 2014 года. Зрителям было позволено высказать своё мнение о пилоте до того, как студия решит заказывать ли сериал.
12 марта 2014 года Amazon.com заказал полный первый сезон, который был выложен на Amazon Prime 13 февраля 2015 года.
18 марта 2015 года «Босх» был продлён на второй сезон, который основывается на книгах «Музыка из багажника», «Падение» и «Последний койот».
Второй сезон стал доступен онлайн 11 марта 2016 года.
1 апреля 2016 года сериал получил третий сезон, который стал адаптацией романа «Чёрное эхо» с элементами «Тьмы чернее ночи».
Премьера сезона состоялась 21 апреля 2017 года.
17 октября 2016 года Amazon продлил сериал на четвёртый сезон, не дожидаясь премьеры третьего.
13 февраля 2018 года за два месяца до премьеры четвёртого сезона сериал был продлён на пятый.
11 ноября 2018 года было объявлено о продлении сериала на 6 сезон, который вышел 16 апреля 2020 года.
Сериал закончился в 2021 году седьмым сезоном. Однако по завершении был создан его спин-офф «Босх: Наследие», начавший выходить в 2022 году на сервисе Amazon Freevee.

## Критика
«Босх» получил в общем положительные отзывы.
На сайте-агрегаторе Rotten Tomatoes первый сезон имеет рейтинг 84 % на основе 32 обзоров со средней оценкой 7,1 из 10. Консенсус критиков сайта гласит: «Неровная шаблонная полицейская драма оттачивается жесткой атмосферой, солидной игрой актёров и некоторыми захватывающими, тревожными поворотами».
На сайте Metacritic сериал удостоился 73 баллов из 100 на основе 35 отзывов критиков.
Нил Гензлингер из The New York Times написал, что сериал является частью длинного «списка задумчивых, неразговорчивых полицейских детективов на маленьком экране», но «Босх» «захватывающий из-за хорошего сюжета и темпа».
Ноэль Мюррей из The A.V. Club отметил, что лучшее в сериале — это то, «насколько хорошо он передаёт Лос-Анджелес Коннелли», отметив при этом, что «самый большой камень преткновения в сериале заключается в том, что он упорно медленный».
Брайан Лоури из Variety написал, что «перенос со страниц романов на экран местами оказывается то слишком многословным, то неуклюжим».